# 国際コーヒーの日

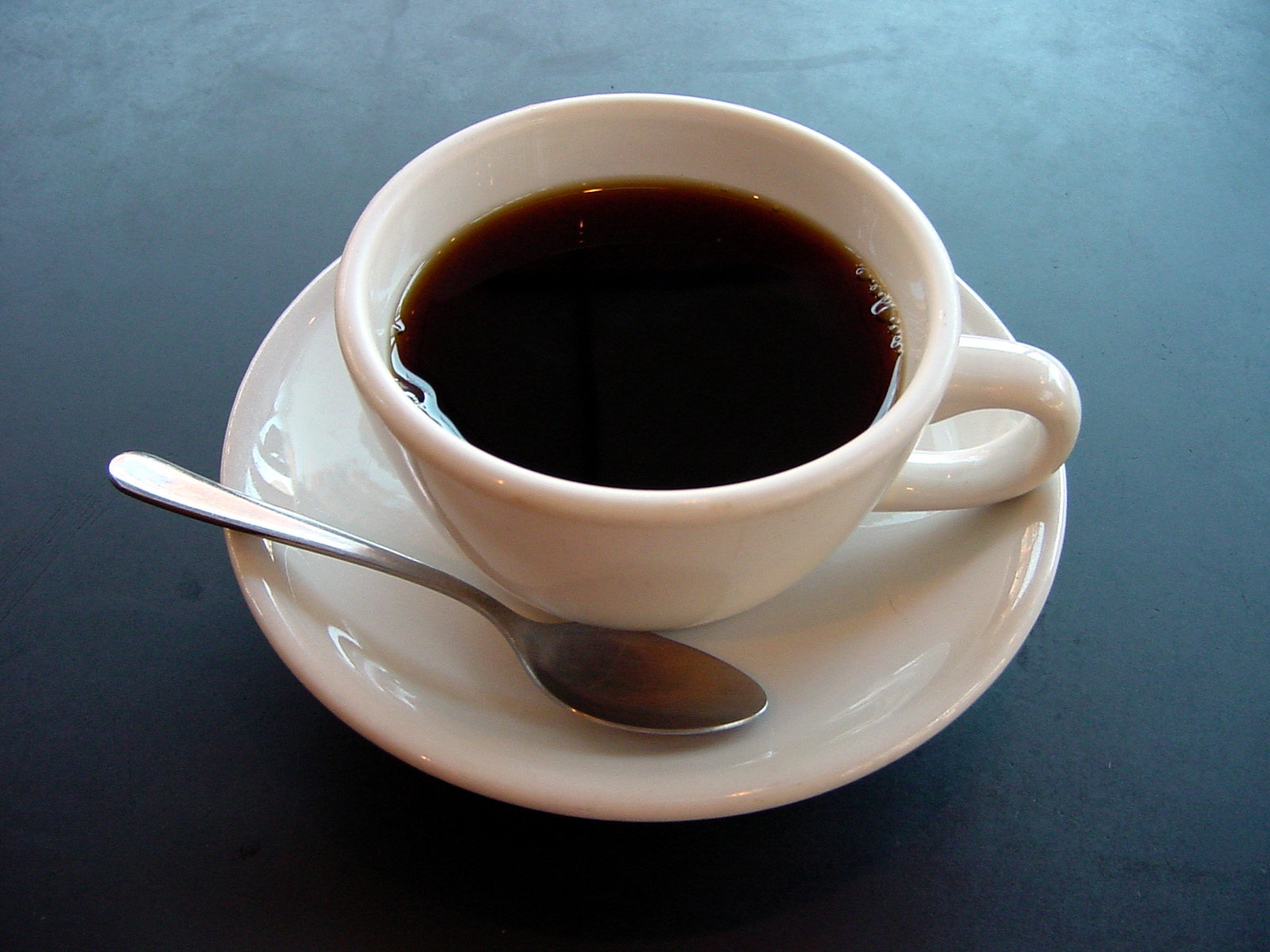
一杯のコーヒー

国際コーヒーの日（こくさいコーヒーのひ）は飲料としてコーヒーの普及を促進し、祝典を行う記念日であり、世界中でイベントが行われている。国際コーヒー機関が承認して以降の最初の公式の記念日は2015年10月1日であり、ミラノでイベントが行われた。この日はフェアトレードコーヒーを普及促進し、コーヒー農家の苦境について知識を高める日でもある。この日は多くの会社が無料若しくは割引価格でコーヒーを提供する。クーポンやお得情報をソーシャル・ネットワーキング・サービスを通じて熱心なフォロワーに発信する会社もある。グリーティングカードの販売会社の中には無料の電子カードのようにナショナルコーヒーデーグリーティングカードを売る会社もある。

## 歴史
2014年3月、国際コーヒー機関理事会はミラノ国際博覧会において公式の国際コーヒーの日を定めることを決定した。
それまでも各国でコーヒーの日やナショナルコーヒーデーと呼ばれるイベントが開かれてきたが、その多くは9月29日前後であった。
正確な国際コーヒーの日の起源は不明であるが、全日本コーヒー協会が1983年に開催したイベントが最初である。米国でのナショナルコーヒーデーについての言及は早くとも2005年である。"国際コーヒーの日"の名前が最初に使用されたのは、Southern Food and Beverage Museumが2009年10月3日の記者会見において国際コーヒーの日の祝賀と第1回ニューオリンズコーヒーフェスティバルの開催を発表したのが最初である。国際コーヒー機関が中国で1997年に最初に開催し、2001年4月初旬から毎年開催となった。台湾では2009年に最初に式典が行われた。ネパールで最初に国際コーヒーの日が開催されたのは2005年11月17日である。インドネシアで最初に開催されたのは2006年8月17日であるが、その日はインドネシア独立記念日でもある。

## 各国のコーヒーの日

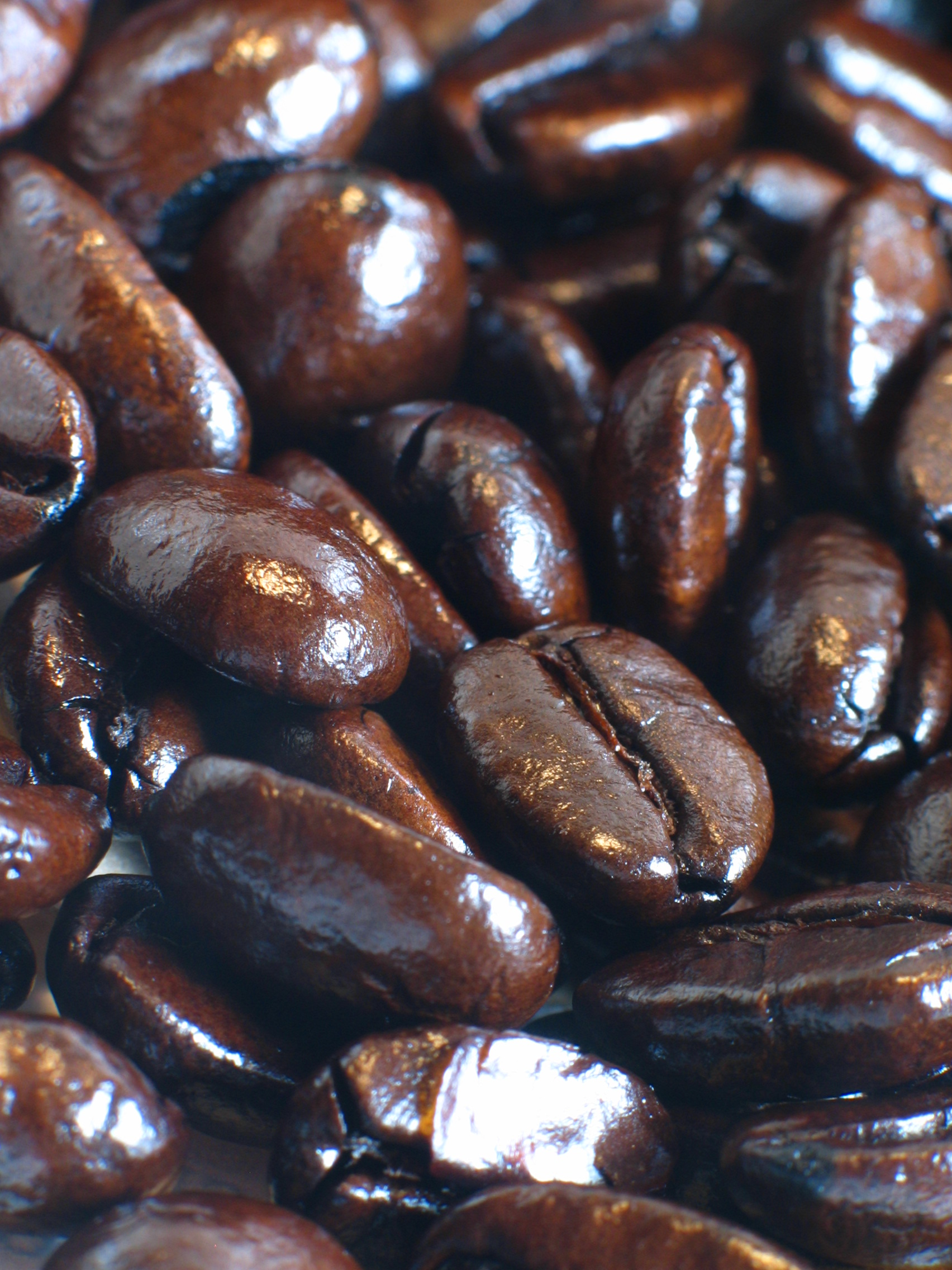
コーヒーの焙煎

| 日程          | 国 |
| ------------- | --- |
| 4月初旬       | 中華人民共和国 |
| 5月6日        | デンマーク |
| 5月24日       | ブラジル |
| 7月27日       | コロンビア |
| 9月12日       | コスタリカ |
| 9月19日       | アイルランド |
| 9月20日       | モンゴル |
| 9月第一日曜日 | ドイツ |
| 9月28日       | スイス |
| 9月29日       | - オーストリア - カナダ - スコットランド - ベルギー - イングランド - エチオピア - ハンガリー - インド （チクマガルル、コーヒーの産地） - アイスランド - マレーシア - メキシコ - ニュージーランド - ノルウェー - 南アフリカ - スウェーデン - アメリカ合衆国 - オーストラリア - ルーマニア - フィリピン - 台湾 |
| 10月1日       | - スリランカ - イギリス - パキスタン - 日本 |

## 脚註
1. ↑  “International Coffee Day”.   Speciality Coffee Association of Europe. 2015年9月26日閲覧。
2. ↑  “Film Highlights Coffee Industry”. BBC News. (2007年6月8日) 2011年10月4日閲覧。
3. ↑  Pflaumer, Alicia. “National Coffee Day: Where can you get your free cup today?”. Christian Science Monitor 2011年9月29日閲覧。
4. ↑  Monty, Chris (2011年9月29日). “National Coffee Day: Perk Up, Time To Celebrate!”. Blippitt Internet News Magazine 2011年10月8日閲覧。
5. ↑  “Send a Free Coffee Day Card”. International Coffee Day.   Punchbowl. 2011年10月8日閲覧。
6. ↑  “Happy National Coffee Day September 29 Greeting Card”. International Coffee Day.   Greeting Card Universe. 2011年10月8日閲覧。
7. ↑  “Event: International Coffee Day at the Expo 2015”.  ミラノ国際博覧会 (2015年3月12日). 2015年9月28日閲覧。
8. ↑  Katz, Neil (2010年9月29日). “National Coffee Day: Do You Know What's in Your Joe?”. CBS News 2015年9月26日閲覧。
9. ↑  2011年10月4日に再開
10. ↑  “Coffee Day - All Japan Coffee Association”. International Coffee Day.   All Japan Coffee Association. 2011年10月4日閲覧。
11. ↑  “Coffee Day (10.1)”. International Coffee Day.   ffortune. 2011年8月19日時点のオリジナルよりアーカイブ。2011年10月4日閲覧。
12. ↑  Crezo, Adrienne (2012年9月29日). “Perk Up: It's International Coffee Day! Perk Up: It's International Coffee Day!”.   Mental Floss. 2011年10月4日閲覧。
13. ↑  Jones, Christopher (2011年9月29日). “Today is International Coffee Day!”. sportsNOLA (Louisiana Sports News).  オリジナルの2015年9月29日時点におけるアーカイブ。 2015年9月28日閲覧。 {{cite news}}: 不明な引数|deadlinkdate=は無視されます。 (説明)⚠
14. ↑  “International Coffee Day”. International Coffee Day.   Shanghai International Studies University. 2011年10月4日閲覧。
15. 1 2  Sina News Taiwan. (2009年11月3日). http://easy.sina.com.tw/news/article_newsid-45558.html+2011年10月4日閲覧。 {{cite news}}: |title=は必須です。 (説明)⚠⚠
16. ↑  “Nepal marks 6th national coffee day”. Himalayan Times. (2010年11月17日) 2011年10月12日閲覧。
17. ↑  “Indonesia Celebrates Independence Day with Coffee Tasting”. The Hamburg Express. (2009年10月13日) International Coffee Day閲覧。 エラー: 閲覧日が正しく記入されていません。 {{cite news}}: |accessdate=の日付が不正です。 (説明)⚠
18. ↑  Día del Café
19. ↑  “Costa Rica toasts country’s best coffees”. Tico Times. (2011年9月12日) 2011年10月4日閲覧。
20. ↑  “Tag des Kaffees”.   Deutscher Kaffeeverband e.V.. 2014年9月3日閲覧。
21. ↑  “Ten things you didn’t know about coffee”. Global News. (2011年9月29日) 2015年9月26日閲覧。
22. ↑  “Internasjonal Kaffedag”.   Pals AS. 2014年9月28日閲覧。
23. ↑  Times, Los Angeles (2015年9月29日). “Where to get free coffee and doughnuts for National Coffee Day”. latimes.com. 2015年10月30日閲覧。
24. ↑  “Events (October)”. International Coffee Day.   Philippines Department of Tourism. 2011年9月12日閲覧。
25. ↑  Velasco, Schuyler (2011年9月29日). “National Coffee Day: where to find free coffee”. Christian Science Monitor 2011年10月4日閲覧。